# 戸田内記
戸田 内記（とだ ないき）は、安土桃山時代の武将。戸田勝成（重政）の子。諱は重典（しげのり）または勝典（かつのり）ともいう。

## 略歴
父・勝成と同じく豊臣秀吉に仕える。文禄元年（1592年）、肥前名護屋城に宿直。
慶長4年（1599年）、石田三成が藤原惺窩を佐和山城に招くための使いとして惺窩のもとに赴き快諾してもらったが、関ヶ原の戦いが勃発し惺窩が、佐和山に下ることはなかった。
慶長5年（1600年）、関ヶ原の戦いにおいては父と共に西軍方に与した。勝成の前田利長（東軍）に対しての手紙の中に、内記と三成とが「衆道の知音」の関係にあったので、（嫡男と深い結びつきのある）三成を見捨てることが出来なかったと書かれたものがある。
戸田隊は北国口を守備していたが、東軍が迫ると、他の北国衆に美濃・関ヶ原方面へと陣を移した。関ヶ原本戦においては大谷吉継隊に属し、東軍に寝返った小早川秀秋隊の松尾山からの攻撃を平塚為広隊と共に一時押し止めて奮戦したが、続いて脇坂安治・朽木元綱・赤座直保・小川祐忠ら北国衆四隊の寝返りに遭って壊滅した。
内記は、織田長孝の部隊の攻撃を受けて父と共に討死したというが、『武家事紀』では、本戦の勝敗が決した後、内記は三成の陣にいたので、勝成はその行く末を見届けて親子で一緒に死のうと向かったが、途中で東軍の織田長孝（河内守）の部隊の前を横切った際に戦闘になって勝成は討死し、内記は三成の陣で各々戦死したとされる。また注記に、内記の子は村上周防守（村上頼勝）の養子となり、同じ官途の周防守（村上忠勝）を称した、ともある。